# Kulché
Kulché es una localidad del municipio de Teabo en Yucatán, México.

## Toponimia
El nombre (Kulché)  proviene del idioma maya.

## Localización
La población de Kulché se encuentra al este de Teabo.

## Datos históricos
- En 1921 cambia de nombre de Kaulil a Kucheil.
- En 1970 cambia de nombre a Kulché.
- En 1980 cambia de nombre a Kulchei.
- En 1990 cambia de nombre a Kulché.

## Demografía
Según el censo de 2005 realizado por el INEGI, la población de la localidad era de 6 habitantes.
| 91                          | 100 | 5 | 0 | 15 | 0 | 0 | 20 | 12 | ? | 16 | 8 | 6 |
| (Fuente: INEGI [Consultar]) |     |   |   |    |   |   |    |    |   |    |   |   |